# Paratorchus decipiens
Paratorchus decipiens – gatunek chrząszczy z rodziny kusakowatych i podrodziny Osoriinae.
Gatunek ten opisany został w 1982 roku przez H. Pauline McColl jako Paratrochus decipiens. W 1984 roku ta sama autorka zmieniła nazwę rodzaju na Paratorchus, w związku z wcześniejszym użyciem poprzedniej nazwy dla rodzaju mięczaków.
Chrząszcz o walcowatym ciele długości od 2,6 do 3,1 mm, barwy rudobrązowej z żółtobrązowymi odnóżami i czułkami. Wierzch ciała ma delikatnie punktowany oraz gęsto owłosiony. Długość szczecinek jest nie mniejsza niż odległości między nimi. Prawie okrągłe oczy buduje pojedyncze, przypłaszczone omatidium. Przedplecze ma od 0,48 do 0,55 mm długości, płytką siateczkowatą mikrorzeźbę oraz delikatne punktowanie. Przednia ⅓ przedplecza jest węższa niż tylna. Pokrywy charakteryzują zaokrąglone kąty ramieniowe. Odwłok ma dziewiąty tergit niezbyt silnie wydłużony ku tyłowi w dwa krótkie, spiczaste wyrostki tylne. U samca ósmy sternit odwłoka ma płytkie wgłębienie środkowe. Narząd kopulacyjny samca ma szeroki wyrostek boczny zakrzywiony wokół krótkiej i szerokiej (także na wierzchołku) części rurkowatej, a paramery są przysadziste. Samicę cechuje żołądziokształtna spermateka o wymiarach 0,125 × 0,088 mm i z przewodem kręconym spiralnie w części środkowej.
Owad endemiczny dla Nowej Zelandii, znany z regionów Auckland i Waikato w północnej części Wyspy Północnej. Spotykany jest w ściółce na wysokości od 60 do 792 m n.p.m.